# Mezőbergenye
Mezőbergenye (románul Berghia, németül Bergendorf) falu Romániában, Maros megyében. Közigazgatásilag Mezőpanit községhez tartozik.

## Fekvése
A falu Marosvásárhelytől 15 km-re északnyugatra fekszik.

## Nevének eredete
Neve a berkenyefa nevéből származik.

## Története
1332-ben Borgene néven említik először. Református temploma 1877-ben épült. Régi templomát 1643-ban említik, amely helyett 1789-ben építettek újat. 1605-ben iskolája volt. Ortodox temploma 1972-ben épült. 1910-ben 998 lakosából 695 magyar és 297 román volt. A trianoni békeszerződésig Maros-Torda vármegye Marosi alsó járásához tartozott. 1992-ben 1209 lakosából 804 magyar és 404 román.